# Smaragdus
Smaragdus (franciául: Smaragde de Saint-Mihiel), (760 körül – 826 után), középkori francia szerzetes, nyelvtudós.
A saint-mihieli apátság bencés rendi apátja volt, és nyelvészeti művet írt Liber in partibus Donati címmel. Ebben Donatus nyelvtani munkáját vizsgálja meg, és kimutatja, hogy a donatusi klasszikus latin nyelv nem azonos a Biblia (fordított) latin nyelvével. Felveti a kérdést, hogy eltérés esetén a donatusi szabályokat, vagy a Biblia nyelvezetét kell-e követni? Rámutat, hogy például Donatus szerint bizonyos latin szavak csak többes számban használhatóak helyesen (pl. scalae), a Biblia viszont ismeri a scala alakot is. Smaragdus szerint ebben az esetben az utóbbi a helyes, mert Donatusnak ugyan nagy a tekintélye – de az Szentlélektől sugalmazott Bibliának még nagyobb.